# Aslanbek Soltanovič Bulacev
Aslanbek Soltanovič Bulacev (Michajlovskoe, 3 maggio 1963) è un politico georgiano, che ha operato come responsabile della tassazione nella regione russa dell'Ossezia del Nord.
Il 22 ottobre 2008 è stato nominato Primo Ministro della Repubblica dell'Ossezia del Sud da parte del Parlamento osseto.